# Abbà Pater
Abbà Pater è un cd musicale pubblicato da Sony Classical e prodotto da Radio Vaticana nel 1999 per commemorare il Giubileo del 2000. il cd unisce composizioni sinfoniche originali, accompagnate dalla voce di Giovanni Paolo II, con omelie e preghiere tratte dalla Bibbia e dalla liturgia cattolica. È composto da 11 brani nei quali papa Giovanni Paolo II recita e canta in Italiano, Inglese, Latino, Francese e Spagnolo. Le musiche originali sono state composte da Leonardo De Amicis e Stefano Mainetti (tracce 7 e 9) .

## Tracce
1. Cercate Il Suo Volto – 3:03
2. Cristo E Liberazione – 3:25
3. Verum Caro Factum Est – 1:07
4. Abba Pater – 5:46
5. Vieni Santo Spirito – 9:24
6. Padre, Ti Chiediamo Perdono – 3:12
7. Dove C'e Amore C'e Dio – 4:06
8. Padre Della Luce – 4:26
9. Un Comandamento Nuovo – 3:00
10. Madre Di Tutte Le Genti – 5:37
11. La Legge Delle Beatitudini – 6:08

Durata totale: 49:14